# Selenogyrus caeruleus
Selenogyrus caeruleus é uma espécie de aranha pertencente à família Theraphosidae (tarântulas).